# Islas de la Bahía
Islas de la Bahía (ang. Bay Islands) – archipelag będący jednym z 18 departamentów Hondurasu. Łączna powierzchnia wysp wynosi 250 km², natomiast populacja całego archipelagu wynosi około 71 500 (dane z 2013). Stolicą prowincji jest Roatán (ang. Coxen Hole), główne miasto wyspy o tej samej nazwie. 
Archipelag został odkryty przez Krzysztofa Kolumba w jego czwartym i ostatnim rejsie do Ameryki 30 lipca 1502.

## Geografia

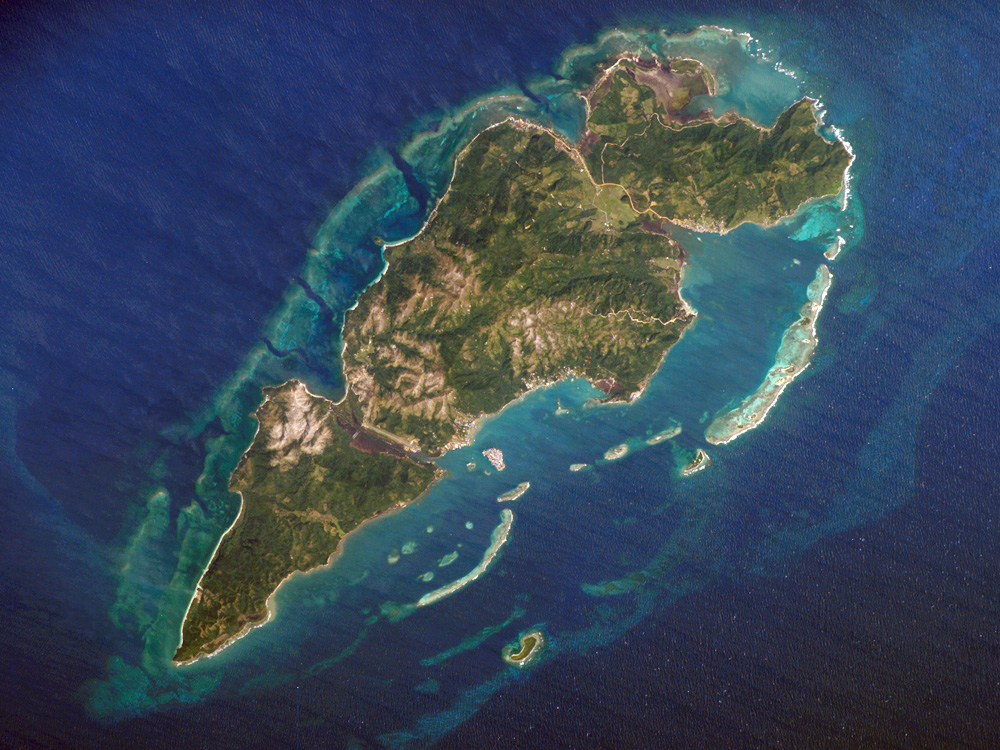
Guanaja

W skład archipelagu wchodzi osiem głównych wysp:  
- trzy duże wyspy: Roatán, Guanaja, Útila
- trzy mniejsze: Barbaretta, Morat, Santa Helena
- oraz grupa dwóch wysp pod nazwą Cayos Cochinos (Menor i Grande).

Dodatkowo archipelag zawiera 53 małe wysepki. Wszystkie wyspy leżą od 15 do 60 km na północ od wybrzeży Hondurasu na Morzu Karaibskim na wschód od Zatoki Honduraskiej, są wyraźnie widoczne z górzystego lądu. Archipelag jest podawany za departament Hondurasu od 1872 roku.  
Największa wyspa Roatán (16°23'N, 86°24'W) jest długości około 48 km i szerokości od około 1,6 do 4,8 km. Wyspa składa się z dwóch gmin José Santos Guardiola i Roatán (ang. Coxen Hole), mieści się tu Port lotniczy Juan Manuel Gálvez
Guajana (16°24'N, 85°54'W) leży 12 km na wschód wyspy Roatán w odległości 70 km od północnych wybrzeży Hondurasu, ma około 16 km długości i około 9 km szerokości.  
Wyspa Utila (16°05'N, 86°55'W) będąca najmniejszą z głównych wysp archipelagu ma 14 km długości około 8-9 km szerokości. Ze wszystkich wysp jest najbliżej lądu. Znajduje się około 18 km od portu w La Ceiba (Honduras). 
Wyspa Santa Helena jest przedłużeniem wyspy Roatán, oddzielają je bagna namorzynowe i sztuczny kanał. 